# Santiago Texcalcingo
Santiago Texcalcingo är en ort i Mexiko.   Den ligger i kommunen Santiago Texcalcingo och delstaten Oaxaca, i den sydöstra delen av landet, 270 km sydost om huvudstaden Mexico City. Santiago Texcalcingo ligger 1 975 meter över havet och antalet invånare är 644.
Terrängen runt Santiago Texcalcingo är kuperad åt sydost, men åt nordväst är den bergig. Runt Santiago Texcalcingo är det ganska tätbefolkat, med 144 invånare per kvadratkilometer. Närmaste större samhälle är Teotitlán de Flores Magón, 13,7 km sydväst om Santiago Texcalcingo. Omgivningarna runt Santiago Texcalcingo är en mosaik av jordbruksmark och naturlig växtlighet.